# Сочленённый автобус

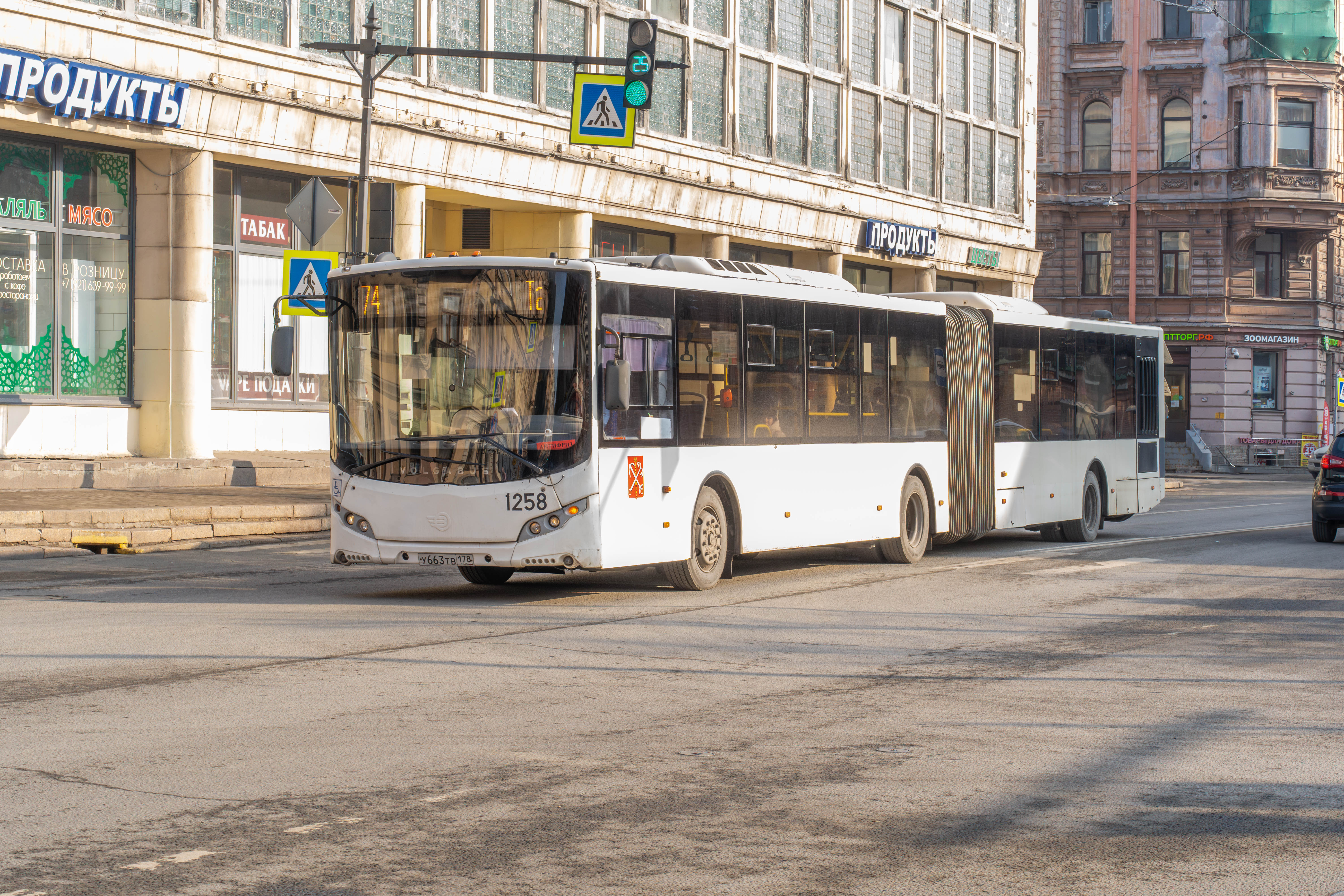
Volgabus-6271.05 на улице Некрасова в Санкт-Петербурге, 2024 год

Сочленённый автобус (также гибкий автобус, тандемный автобус, в просторечии: автобус-гармошка, «гусеница», «змейка») — автобус, состоящий из двух и даже более жёстких секций, соединённых между собой шарнирным соединением, окружённым защитным сильфоном внутри и снаружи. Обычно защитный сильфон имеет вид мехов гармошки, отсюда и просторечное название — «автобус-гармошка».
За счёт сочленения с задней секцией транспортное средство может иметь более длинную разрешённую длину, чем с жёстким кузовом, и, следовательно, более высокую пассажировместимость, при этом сохраняется хорошая манёвренность. Как правило, является одноэтажным. Также за счёт большой пассажировместимости сочленённые автобусы используются в городском общественном транспорте. Длина составляет обычно около 18 м, в отличие от односекционных длиной от 11 до 14 м.
Сочленёнными также бывают троллейбусы, трамваи, поезда метрополитена (в частности, «Русич»). При этом сочленённые троллейбусы, как и сочленённые автобусы, могут иметь до трёх секций, а сочленённые трамваи и метропоезда — до девяти секций (CAF Urbos 3/9). Троллейбусы, как правило, изготавливаются на базе автобусов с теми же или доработанными кузовами.

## История
Первый экспериментальный сочленённый автобус был построен в Италии в городе Милан в 1937 году под руководством инженера Амброгио Барателли, и в апреле тоже года был представлен публике на Берлинском автосалоне. В 1938 году компания «Twin Coach», взяв за основу инженерное решение Барателли, построили в 1938 году четырёхосный сочленённый автобус Twin Coach Model 58RDE Super Twin для города Балтимор. Общая длина автобуса составляла 14 м, а шарнирное сочленение работало только в вертикальном направлении для преодоления крутых уклонов. В 1948 году было построено 15 экземпляров автобуса «Super Twin», но дальнейшего развития он не получил. Вместимость такого автобуса составляла 58 сидячих мест, а общая вместимость составляла 120 человек при массе 12,5 т.
В Будапеште первые прототипы автобуса Ikarus 180 были изготовлены в 1961 году (цифра означает пассажировместимость). В 2010 году в Будапеште в Венгерском музее техники и транспорта прошла выставка «50 лет сочленённому автобусу». Ikarus 180 ограниченно начал выпускаться в 1963 году, пущен в серийное производство в 1966 году и выпускался до 1973 года, когда начали выпускать новую модель Ikarus 280.
В США современные сочленённые автобусы появились в 1966 году. В конце 1970-х — начале 1980-х гг. они экспортировались из Европы. Большую роль в развитии сочлененного транспорта сыграла поддержка со стороны Федерального управления общественного транспорта. Также они использовались в Австралии, Австрии, Италии, Германии, Канаде, Венгрии, Польше, Румынии. В 1980-х гг. первые сочленённые автобусы появились в Великобритании, но впоследствии из-за дороговизны обслуживания были выведены из эксплуатации.

## Компоновка
Классическими сочленёнными автобусами являются автобусы трёхосной компоновки. Передняя секция двухосная, задняя — одноосная. Если двигатель располагается в передней секции, вторая ось является ведущей с двускатными колёсами (пример: Ikarus 280). Задняя ось у такого автобуса обычно односкатная, аналогично передней. Также она может быть управляемой или оснащается подруливающим устройством-автоматом, слегка поворачиваясь по отношению к штатной управляемой передней оси, что улучшает управляемость и уменьшает занос на поворотах. Бывают также модификации с двухскатной задней осью, например МАЗ-205.
Если двигатель располагается в задней секции, то ведущая ось — ось задней секции (например, ЛиАЗ-6213), которая также двускатная (у автобуса с такой компоновкой средняя ведомая ось тоже всегда двускатная). Моторный отсек с силовой установкой у такого автобуса расположен позади задней оси, также как и на односекционном автобусе.
Немного реже встречаются трехсекционные автобусы — автобусы с двумя сочленениями — (например, Ikarus 293). Длина такой машины может составлять 25 и более метров, пассажировместимость — до 200 человек. Но такие машины используются в основном на магистралях с высокой пропускной способностью и интенсивной частотой движения с высоким пассажиропотоком в условиях невозможности проложить трамвайную линию.
Сочленённые троллейбусы имеют компоновку, аналогичную автобусной. Например, троллейбус ЗиУ-10 имеет ведущую среднюю ось, а Тролза-6206 «Мегаполис» — заднюю. Тяговый электродвигатель у такого троллейбуса располагается позади задней оси, как и у автобуса. Но у двухсекционного троллейбуса заднюю ось передней секции и ось задней секции могут обе ведущими. Это может быть полезно для сочлененных троллейбусов, эксплуатируемых в гористой местности. Обусловлено это сравнительной компактностью троллейбусных тяговых электродвигателей. Также существуют и трёхсекционные троллейбусы с двумя, соотвественно, узлами сочленения.
У сочлененных трамваев средние (промежуточные) тележки нередко располагаются на узлах сочленения. В зависимости от компоновки они могут быть моторными и/или безмоторными. Существуют также трамваи с однотележечными короткими средними секциями. Каждая головная секция такого трамвая относительно длинная и имеет только переднюю тележку, а сзади висит на узле сочленения со средней короткой секции. Такой трамвай может состоять как из двух головных и одной средней секции, но может иметь в своем составе и подвесные средние секции, висящие на узлах сочленения с однотележечными коротким секциям. В последнем случае однотележечные короткие секции называют опорными секциями.

## Преимущества и недостатки

### Преимущества
Основными преимуществами сочленённого автобуса перед двухэтажным автобусом являются: быстрая одновременная посадка и высадка через все двери, несколько бо́льшая пассажировместимость, повышенная устойчивость (благодаря более низкорасположенному центру тяжести), меньшая лобовая часть, обеспечивающая меньшее сопротивление воздуха, чем у двухэтажных автобусов, лучшая топливная эффективность, зачастую меньший радиус поворота, большая максимальная скорость обслуживания, возможность проезда под низкими мостами и улучшенная доступность для людей с ограниченными возможностями и пожилых людей.

### Недостатки
В некоторых условиях городской эксплуатации (например, в районах с узкими улицами и крутыми поворотами) сочленённые автобусы чаще попадают в аварийные ситуации, чем обычные (односекционные) автобусы. По оценкам, сочленённые автобусы Лондона участвуют в дорожно-транспортных происшествиях с пешеходами более чем в пять раз чаще, чем все остальные автобусы, и более чем в два раза чаще в авариях с участием велосипедистов. В период, когда сочленённые автобусы составляли примерно 5% автобусного парка Лондона, они были причиной 20% всех смертей, связанных с автобусами, статистика, которая в конечном итоге привела к их замене. Однако эти статистические данные по безопасности могут быть частично искажены из-за того, что автобусы использовались на самых загруженных маршрутах в самых густонаселенных районах города, из-за чего статистика их аварийности хуже, чем у автобусов, с которыми их сравнивали.

## Галерея

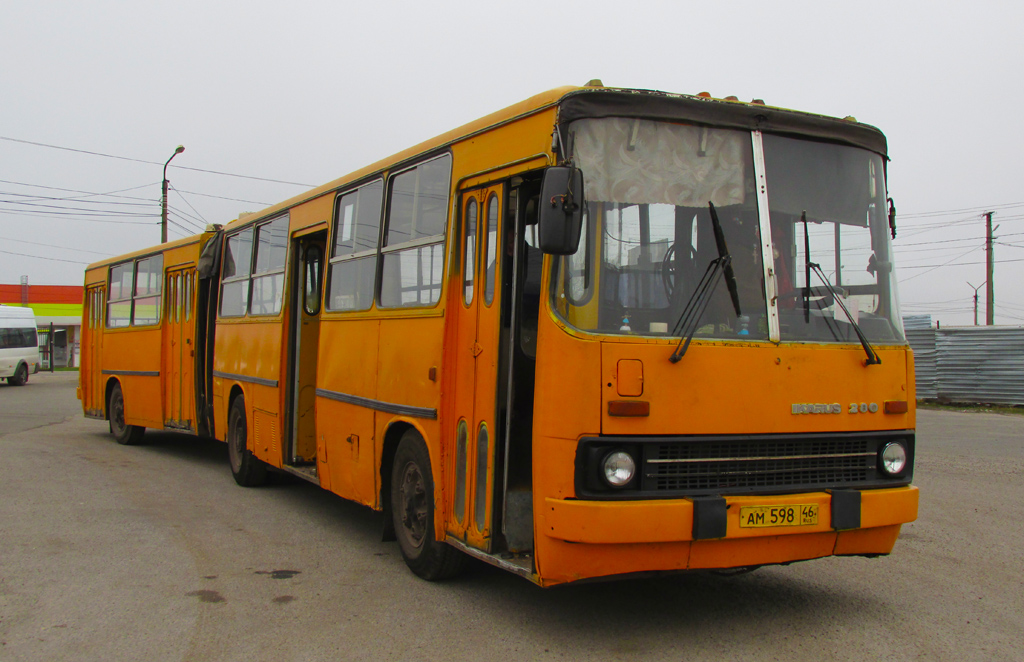
Ikarus 280 — классический пример сочленённого автобуса с ведущей передней секцией. Именно его в странах бывшего СССР окрестили «автобусом-гармошкой»
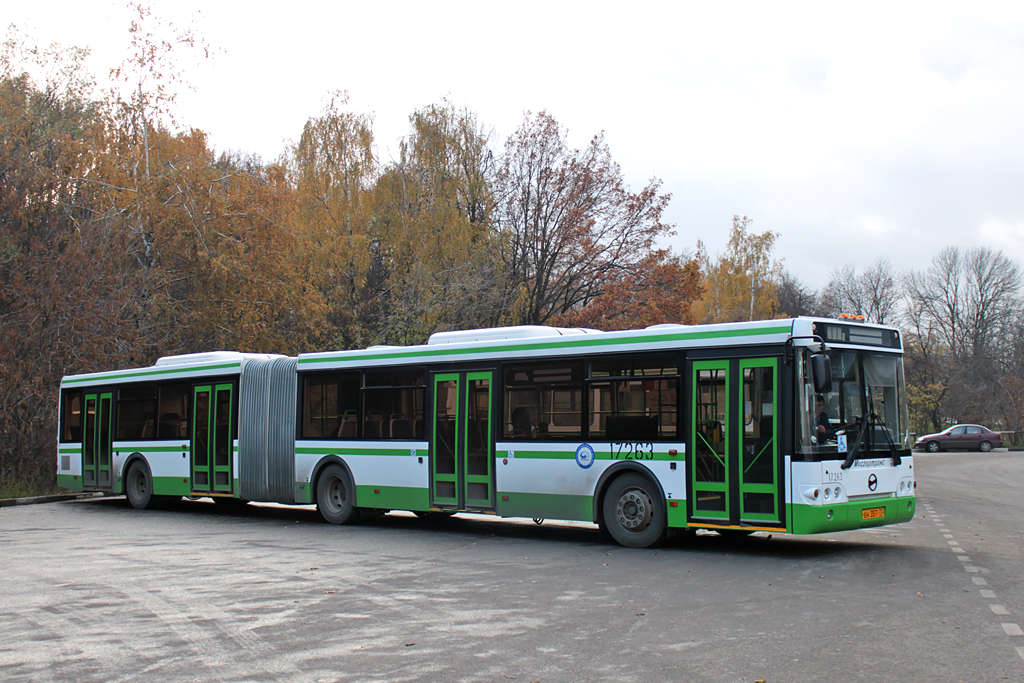
ЛиАЗ-6213  — сочленённый автобус с ведущей задней секцией
Ikarus 293 — сочленённый автобус с тремя секциями, передняя секция ведущая
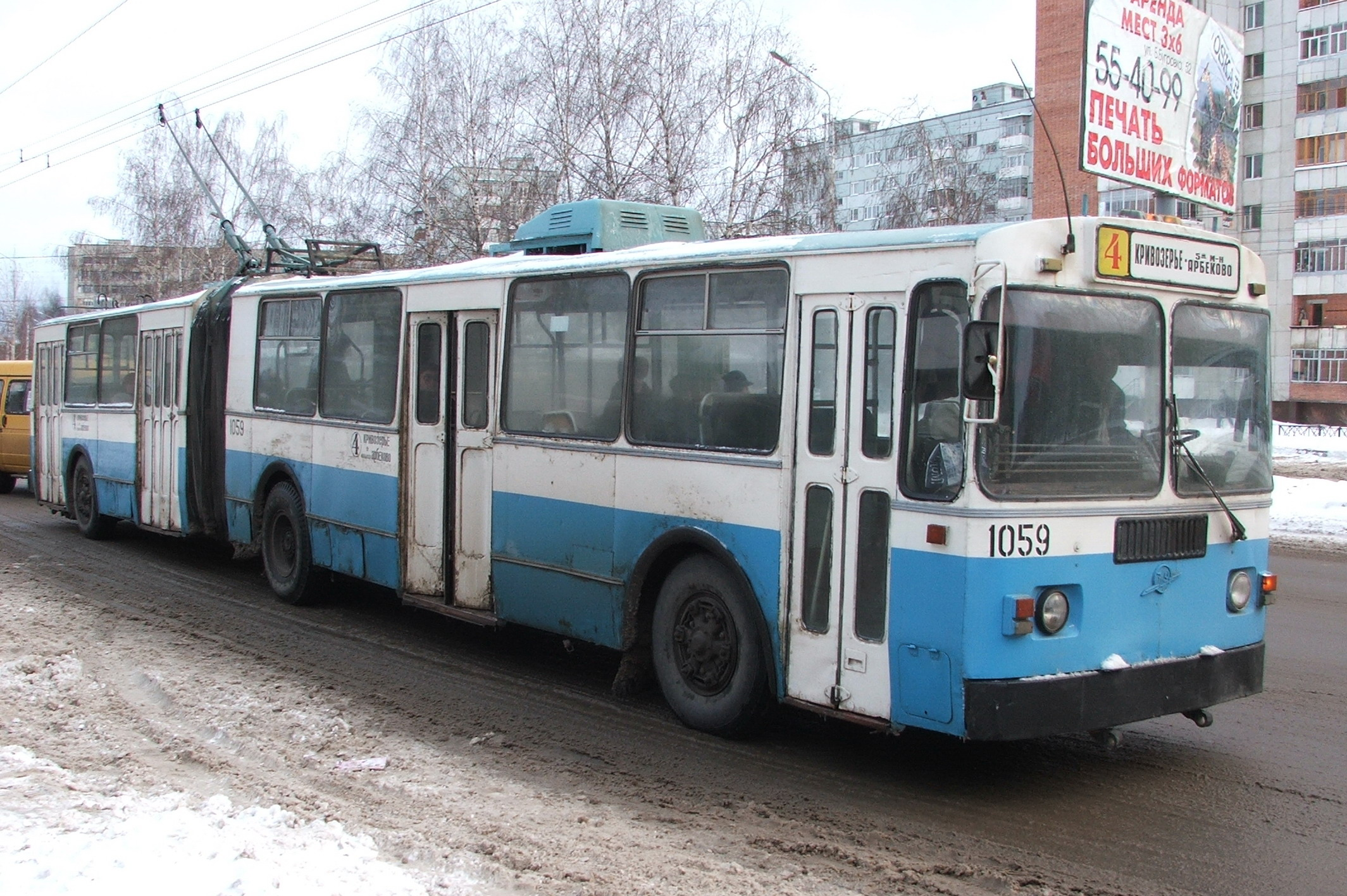
ЗиУ-10 — классический пример сочленённого троллейбуса с ведущей передней секцией
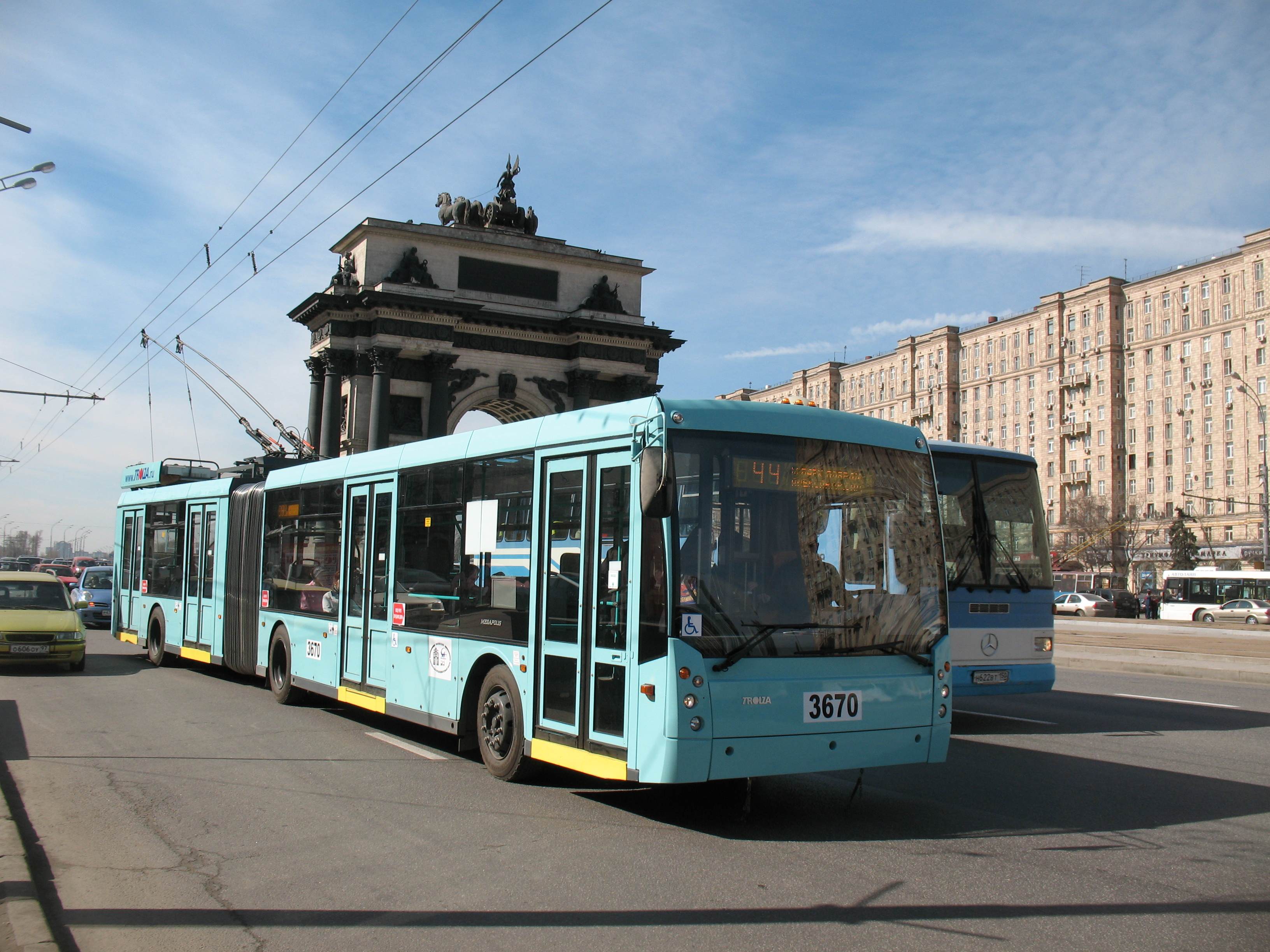
Тролза-6206 «Мегаполис»  — сочленённый троллейбус с ведущей задней осью
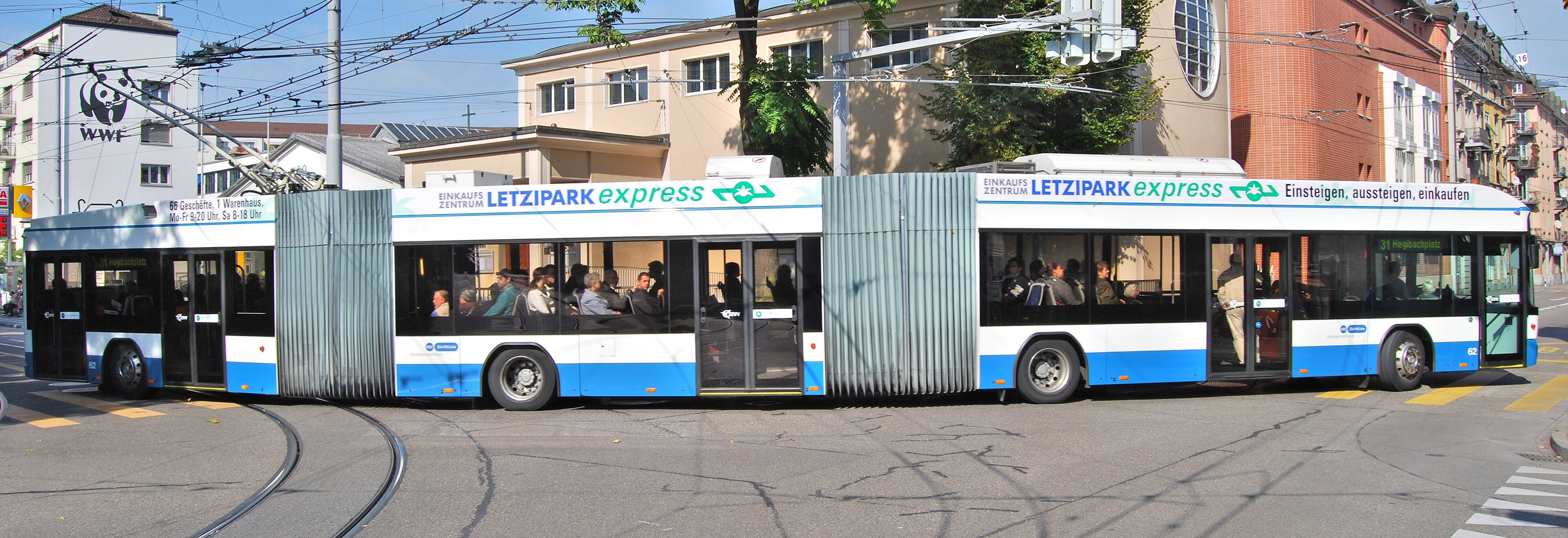
Трёхсекционный сочленённый троллейбус Hess lighTram 3 . Ведущими являются 2-я и 3-я оси с двускатными колёсами
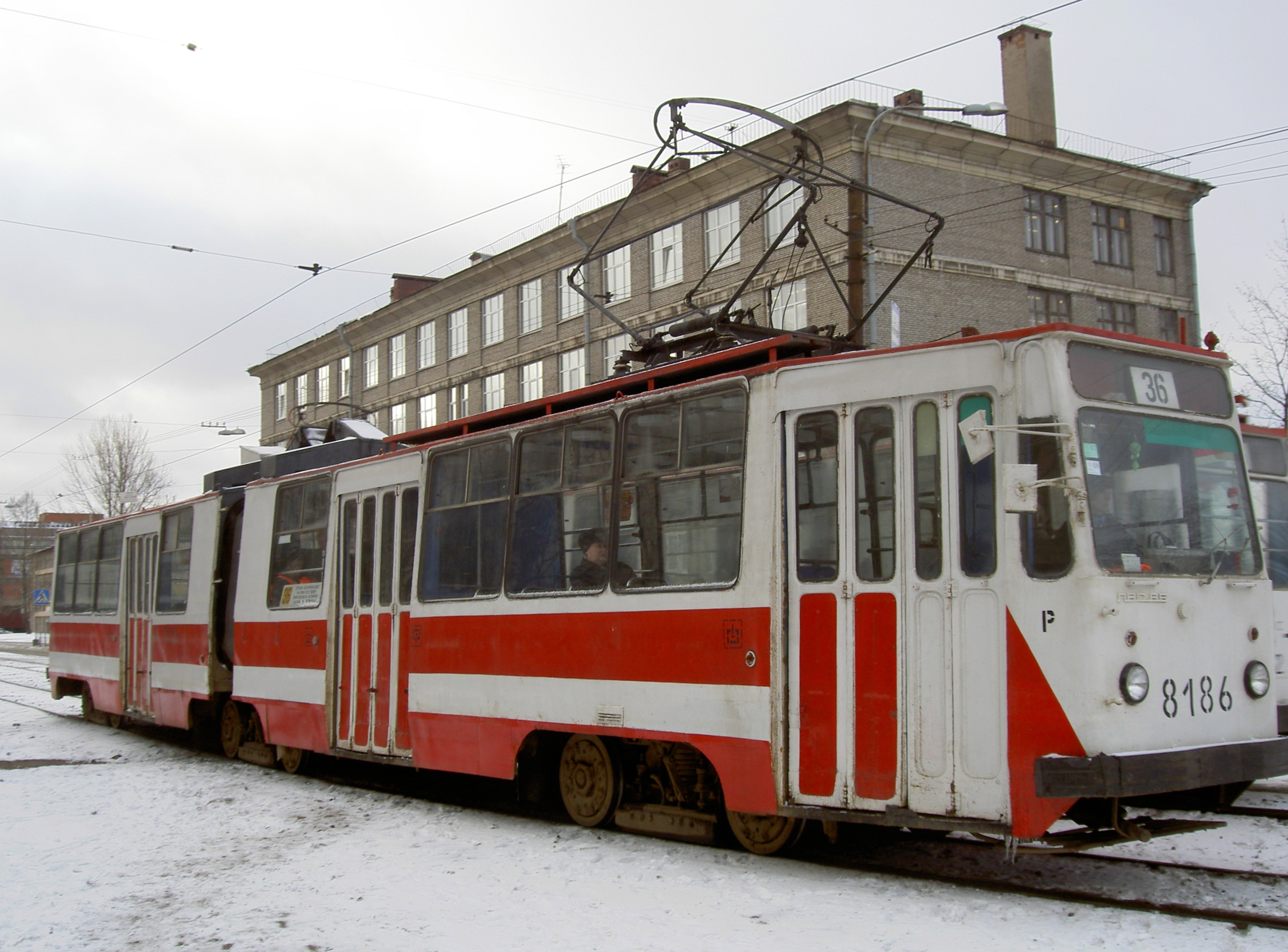
ЛВС-86 — классический пример сочленённого трамвая. Ведущими являются крайние тележки, центральная — безмоторная
71-931 «Витязь»  — пример трёхсекционного сочленённого трамвая. Полноприводной, крайние тележки поворотные, центральная — жестко закреплённая
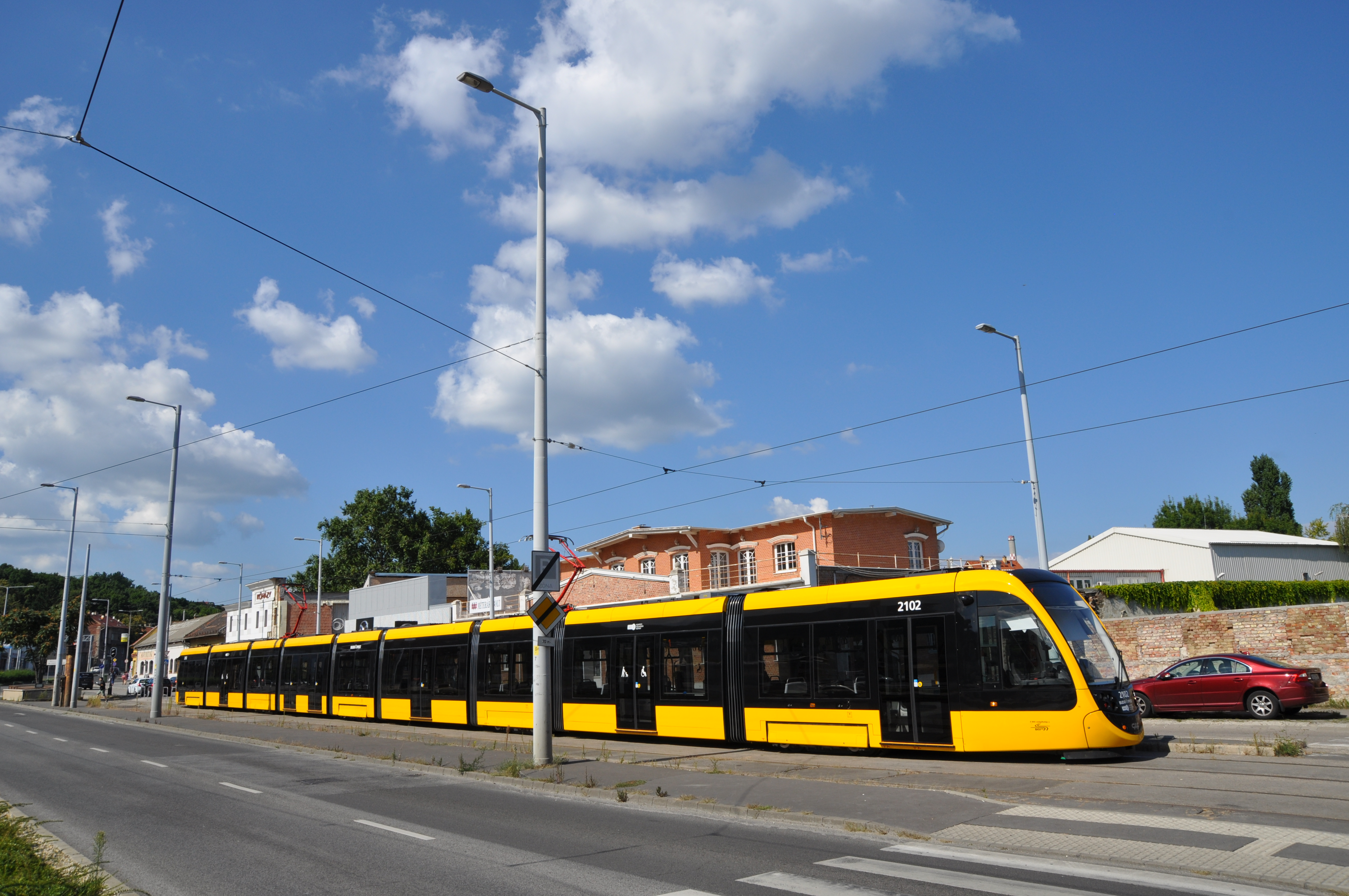
CAF Urbos 3/9  — самый длинный в мире 56-метровый 9-секционный сочленённый трамвай
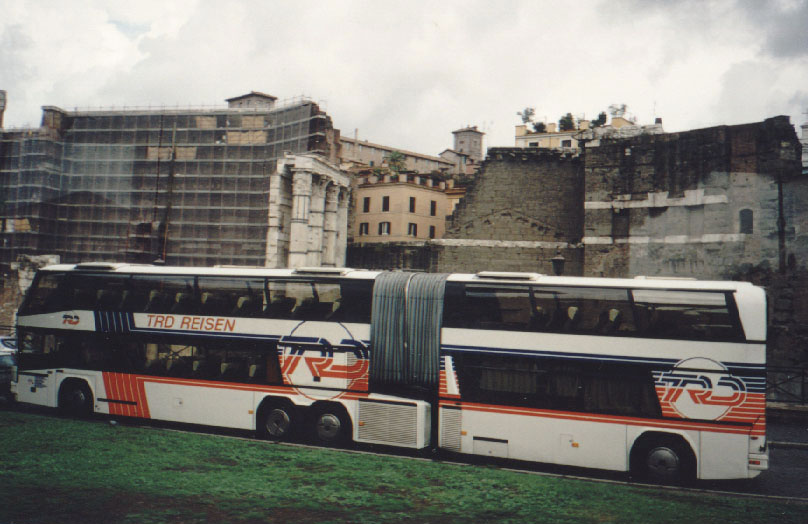
Neoplan Jumbocruiser — междугородний двухэтажный сочленённый автобус с трёхосной передней секцией. Ведущей является 2-я ось
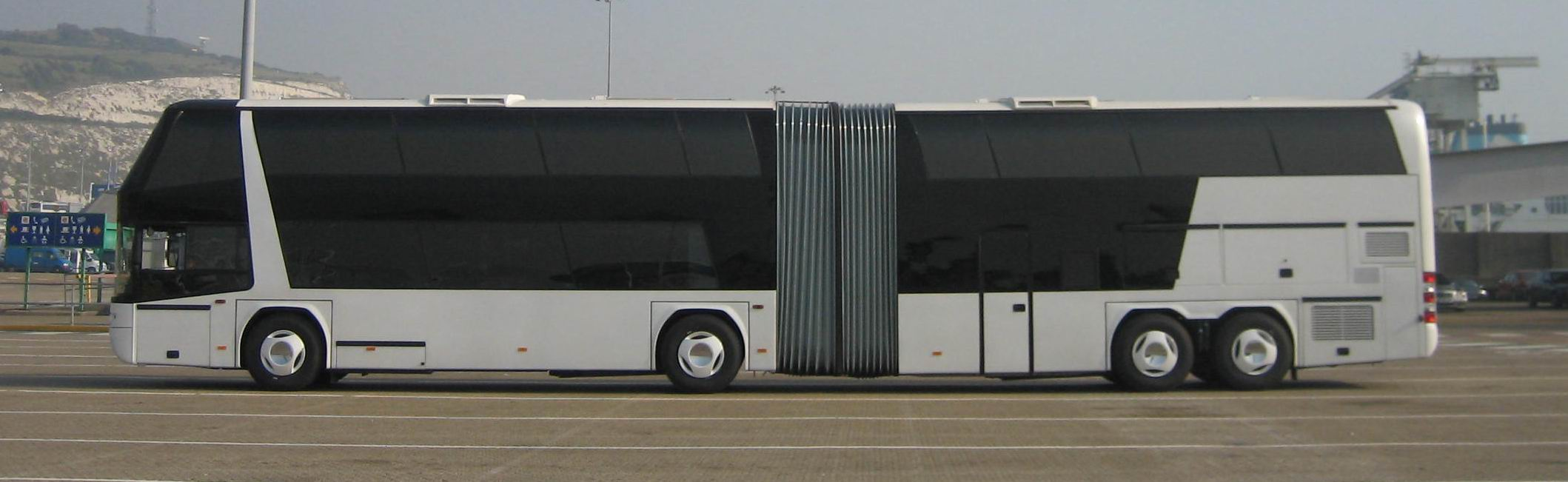
Вариант автобуса Neoplan Jumbocruiser с ведущей 3-й осью
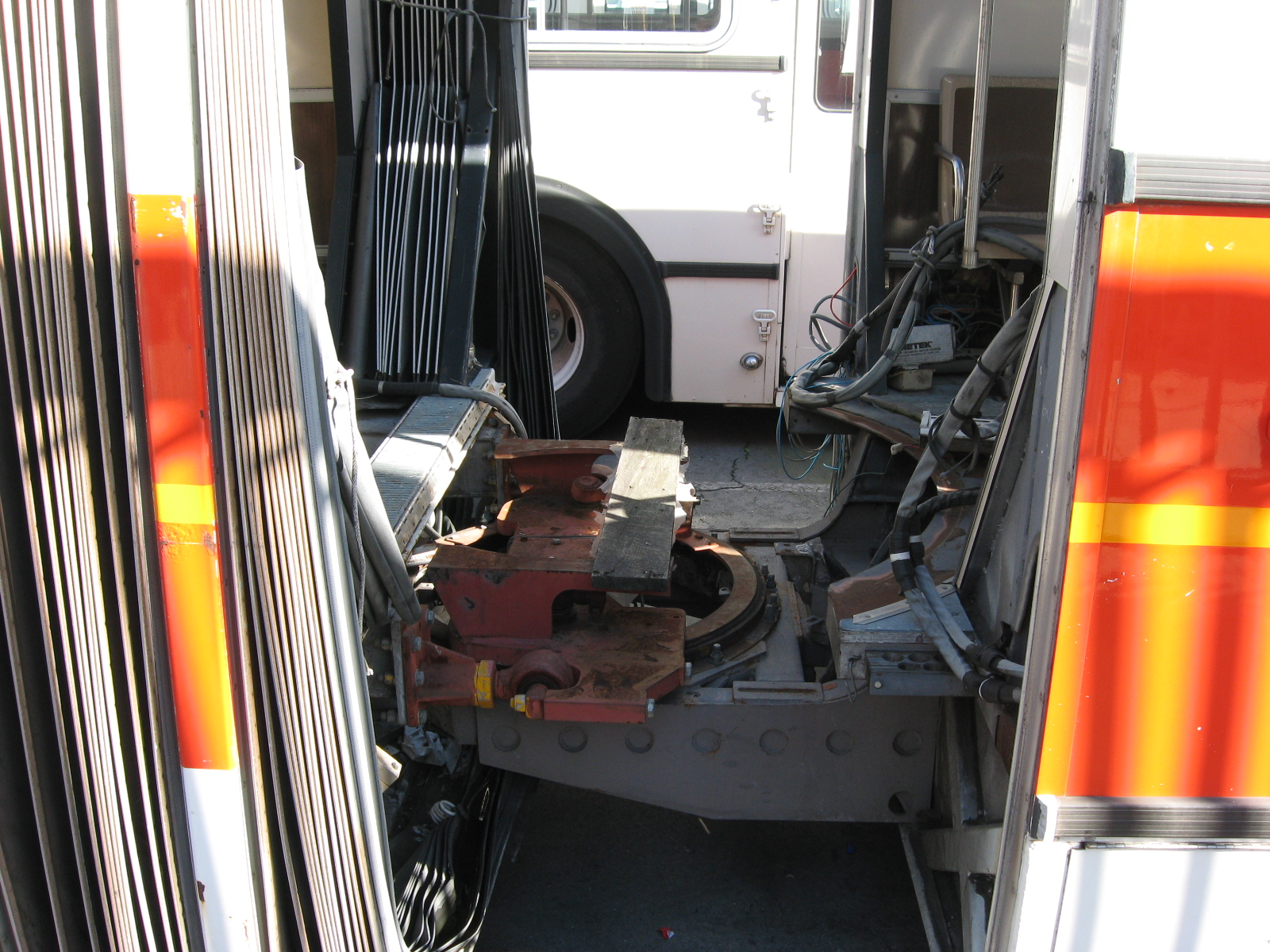
Шарнирный узел сочленённого автобуса («гармошка» и конструкции пола сняты). На фото — троллейбус New Flyer E60